# Renault SK
Pour les articles homonymes, voir SK.
Le Renault SK est une tentative française de créer un char à roues pendant l'entre-deux-guerres. Construit par Renault en 1928, un prototype est testé par l'Armée française mais jugé décevant le programme n'est pas poursuivi.

## Historique
Il est conçu après les succès des Renaut MH à six-roues dans le Sahara, auxquelles a participé le fils du général Estienne. C'est le général Estienne qui demande en 1926 un char de 11 t, à blindage de 10 à 12 mm et un moteur de 65 CV.
Le prototype est produit par Renault en 1928. Le « char-mitrailleur » SK, équipé d'une maquette de tourelle ST armée d'un canon de 47 mm et d'une mitrailleuse. Il est testé de 1929 à 1931 mais ne donne pas satisfaction.
La formule d'un blindé à roues multiples sera reprise par l'AMC Fromaget et par l'automitrailleuse Panhard 201.